# Laguna Yolnajab
Laguna Yolnajab är en sjö i Guatemala.   Den ligger i departementet Departamento de Huehuetenango, i den västra delen av landet, 190 km nordväst om huvudstaden Guatemala City. Laguna Yolnajab ligger 1 052 meter över havet. Arean är 3,8 kvadratkilometer. I omgivningarna runt Laguna Yolnajab växer i huvudsak städsegrön lövskog. Den sträcker sig 5,1 kilometer i nord-sydlig riktning, och 2,9 kilometer i öst-västlig riktning.